# Stachyurus oblongifolius
Stachyurus oblongifolius är en tvåhjärtbladig växtart som beskrevs av Fa Tsuan Wang och Ts. Tang. Stachyurus oblongifolius ingår i släktet Stachyurus och familjen Stachyuraceae. Inga underarter finns listade i Catalogue of Life.